# Zoo Duisburg
Zoo Duisburg (německy Tiergarten Duisburg) je zoologická zahrada v německém městě Duisburg. Byla založena v roce 1934 a je známá pro své delfinárium (jedno ze dvou v Německu), pro úspěšný chov koalů medvídkovitých, jejichž chov zoo v Evropě koordinuje, a v minulosti byla známá také pro chov běluh severních a delfínovců amazonských.
Zoo dále chová zvířata jako gorila nížinná, ďábel medvědovitý, slon africký, kůň Převalského a řadu dalších.

## Historie

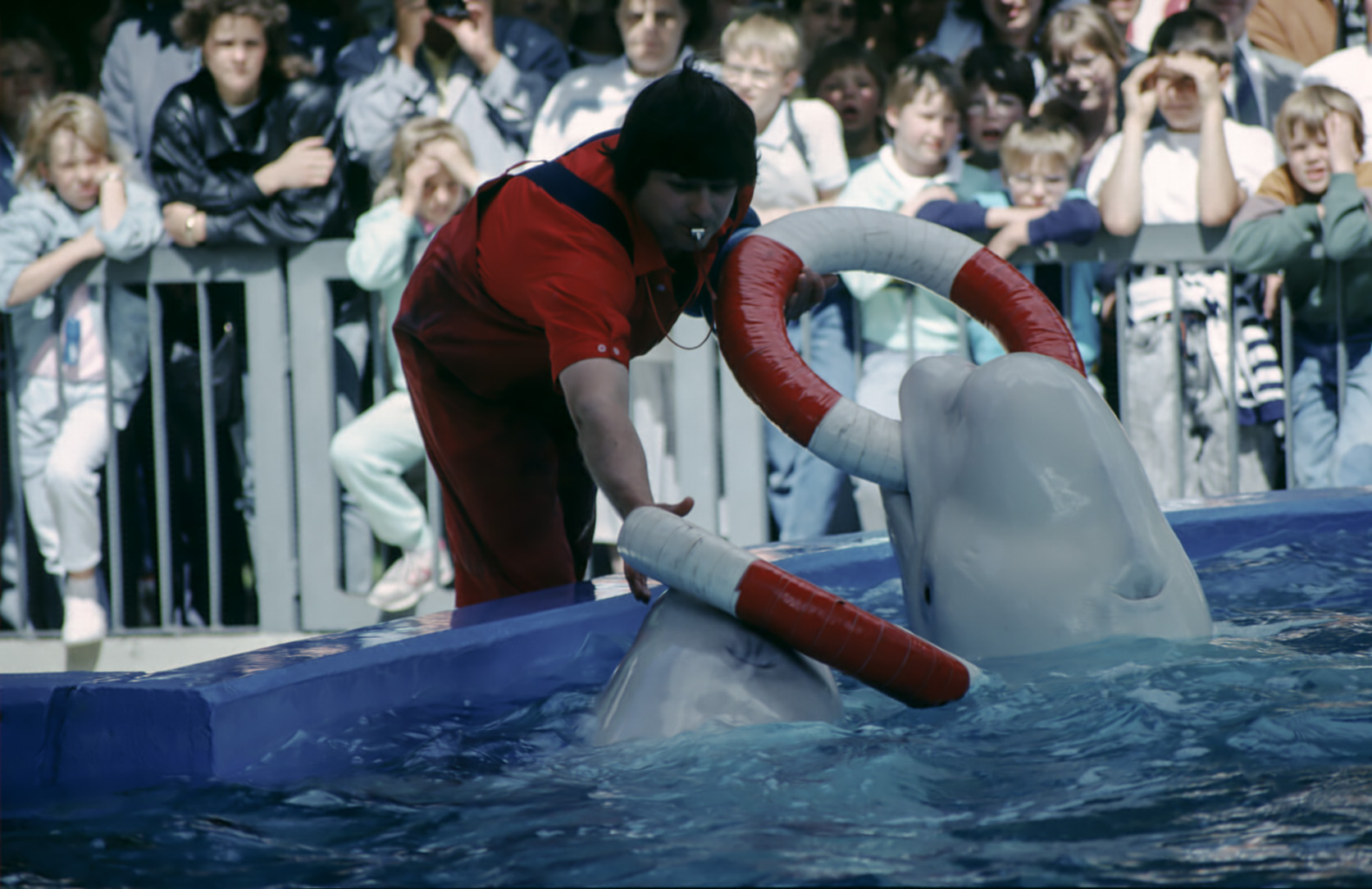
Cvičení Běluh severních v Zoo Duisburg

Zoo byla otevřena v roce 1934 původně jako malý zvěřinec na ploše pouhý 1 ha. Do počátku Druhé světové války (1939) se zoo rozrostla na více než 8 ha a také počet zvířat značně vzrostl. Stav zoo po Druhé světové válce byl značně zchátralý, většina budov a zařízení byla poškozena nebo zcela zničena: přežilo pouze několik zvířat. Zoologické zahradě hrozilo úplné uzavření, ale novým ředitelem se stal Hans-Georg Thienemann, který nechal zahradu kompletně přestavět: přibyla řada druhů, dovezených ze Zoologické zahrady Hellabrunn v Mnichově (např. kůň Převalského, bizon). V roce 1951 byla otevřena někdejší chlouba zoo akvárium, které je označováno za nejstarší přežívající budovu zoo. V roce 1953 byl otevřen pavilon pro slony a žirafy, který k chovu slonů slouží po rekonstrukci a rozšíření dodnes. V 50. letech minulého stoleté byla zoo dále rozšířena, přibyly další druhy, např. tučňák Humboldtův. Na počátku roku 1960 se zoo již rozkládala na ploše 15 ha. V roce 1962 byl otevřen největší a nejmodernější pavilon opic ve světových zoo a v roce 1965 bylo zde otevřeno první delfinárium ve střední Evropě. Na konci 60. let minulého století začala zoo chovat také běluhy severní a delfínovce amazonské, přičemž oba druhy chovala jako jediná zoo v Evropě. Kvůli chovu běluh však zoo čelila silné kritice. Zoo zčásti čelila kritice i kvůli chovu delfínů. Podobně to bylo i s běluhami a tak byly všechny tři, včetně populárního samce Ferdinanda převezeny do mořského centra SeaWorld San Diego v USA. Samec Ferdinand v centru dožil (zemřel v roce 2017) a je známý jako nejstarší chovaná velryba v zajetí na světě. Zoo se dále soustředila na chov delfínů skákavých a delfínovců amazonských. V roce 1970 zoo změnila název z Duisburger Tierpark na Zoo Duisburg. Zoo se dále rozšiřovala, přibylo několik nových pavilonů, zvířecích druhů a nová čínská zahrada s jeřáby a pandami červenými jako dárek od čínského města Wu-chan, které je partnerským městem Duisburgu. Delfinárium bylo zrekonstruováno a vzniklo tak nejmodernější kryté delfinárium v Evropě. Na začátku 90. let minulého století čelila zoo jakési generální rekonstrukci, kdy odstranila zastaralé klece a zrekonstruovala některé pavilony. V roce 1994 založila Zoo Duisburg organizaci na ochranu delfínů. V tomtéž roce také zoo začala chovat Koaly medvídkovité. V roce 2005 byla otevřena Tropická hala Rio Negro pro chov delfínovců amazonských, tukanů a vyder obrovských. Dnes je Zoo Duisburg vyhledávaným cílem a ročně ji navštíví cca 1 milion návštěvníků.

## Kritika
Zoo Duisburg podobně jako Zoo Norimberk čelí kritice kvůli chovu delfínů. Ochránci zvířat totiž neustále upozorňují na to, že není vhodné chovat delfíny ve vnitrozemských oblastech: delfínům nemůže být dopřána mořská voda, jak je tomu v přímořským oblastech a ryby - jejich potrava je jim podávána jen ve zmrazené podobě.
Podobně tomu bylo i s chovem běluh v zoo. Ty byly na nápor kritiky nakonec převezeny do mořského centra SeaWorld San Diego v USA.

## Galerie

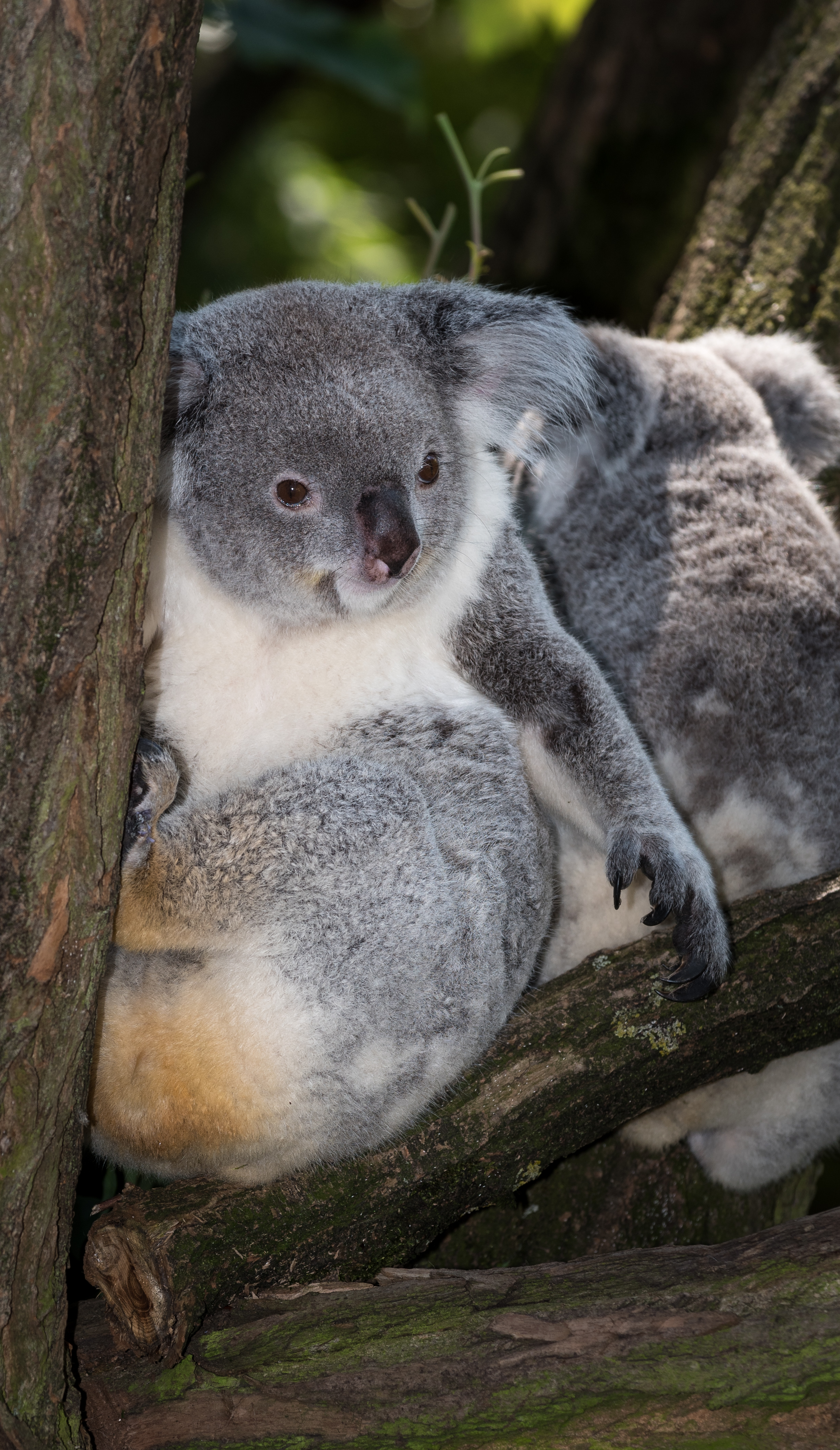
Koala medvídkovitý v Zoo Duisburg
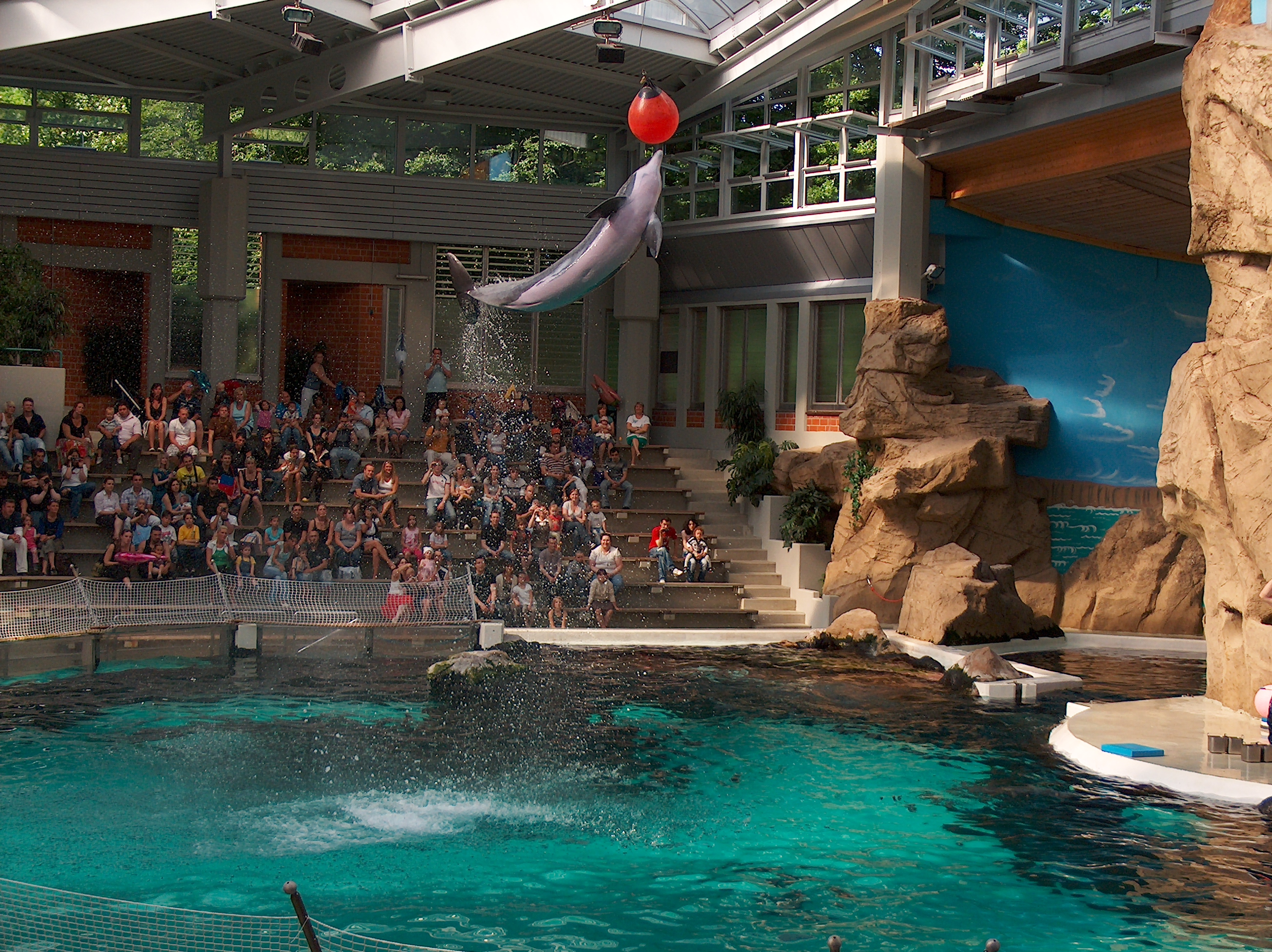
Delfinárium v Zoo Duisburg
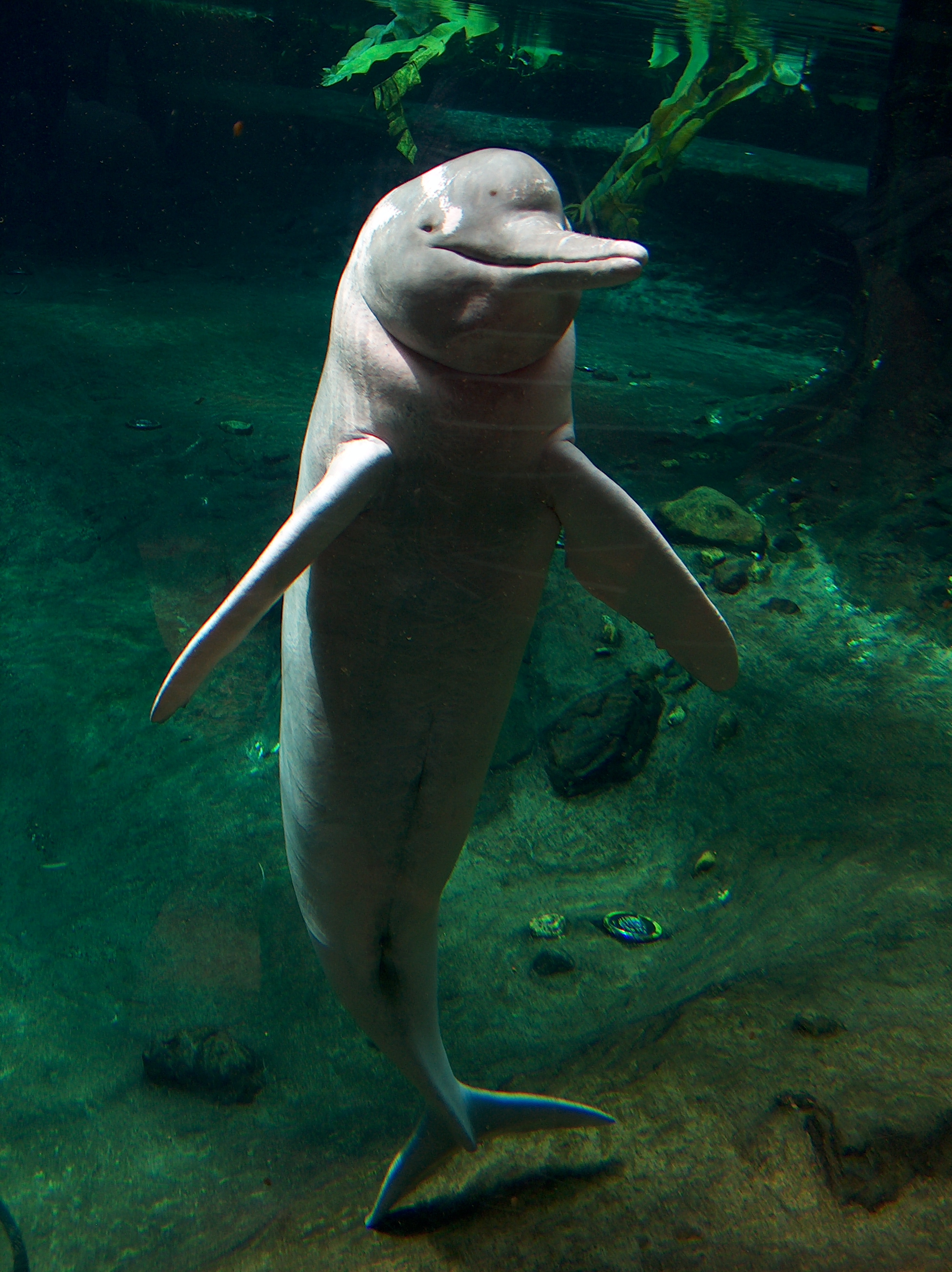
Delfínovec amazonský v Tropické hale Zoo Duisburg
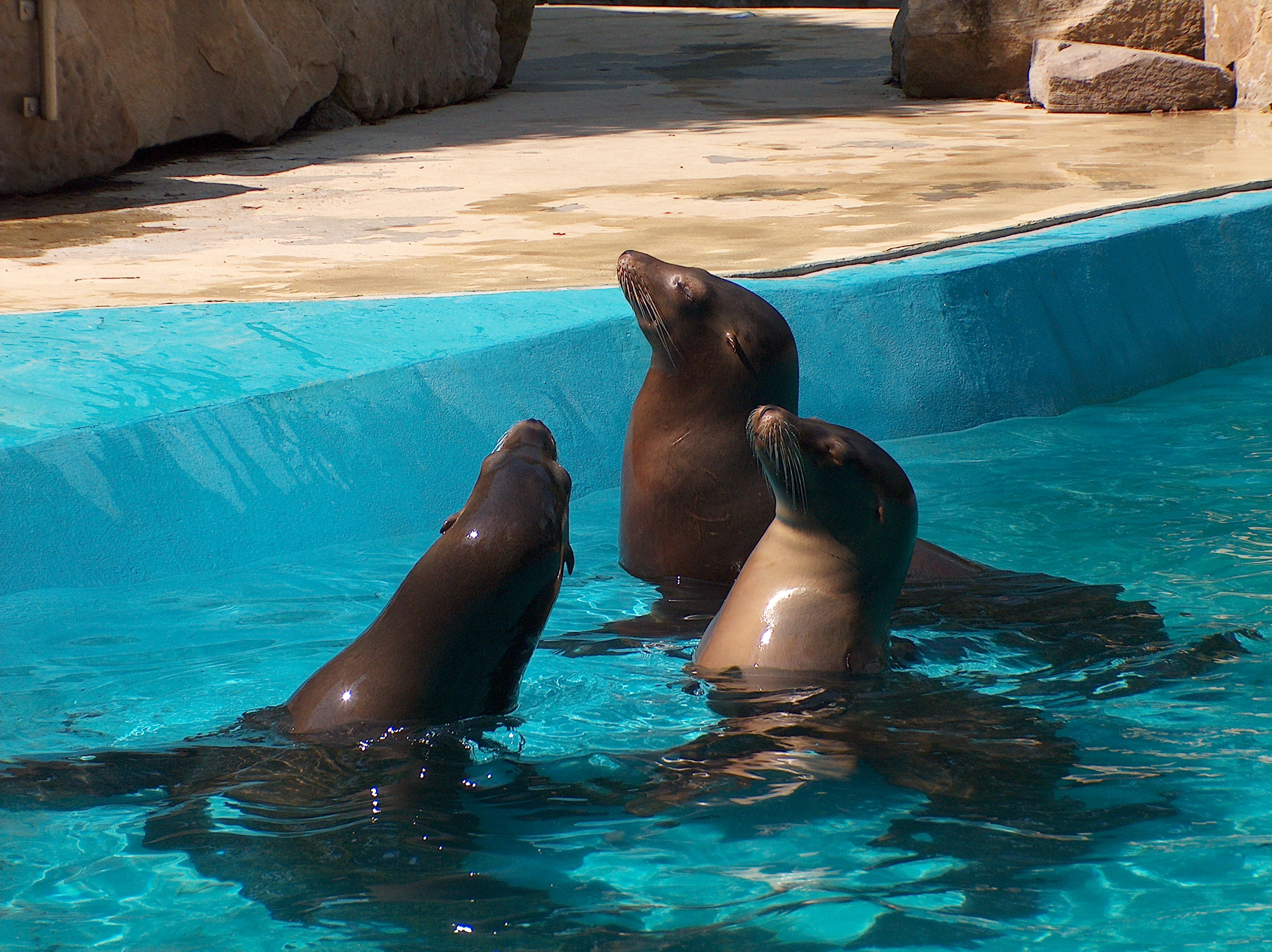
Lachtani v Zoo Duisburg
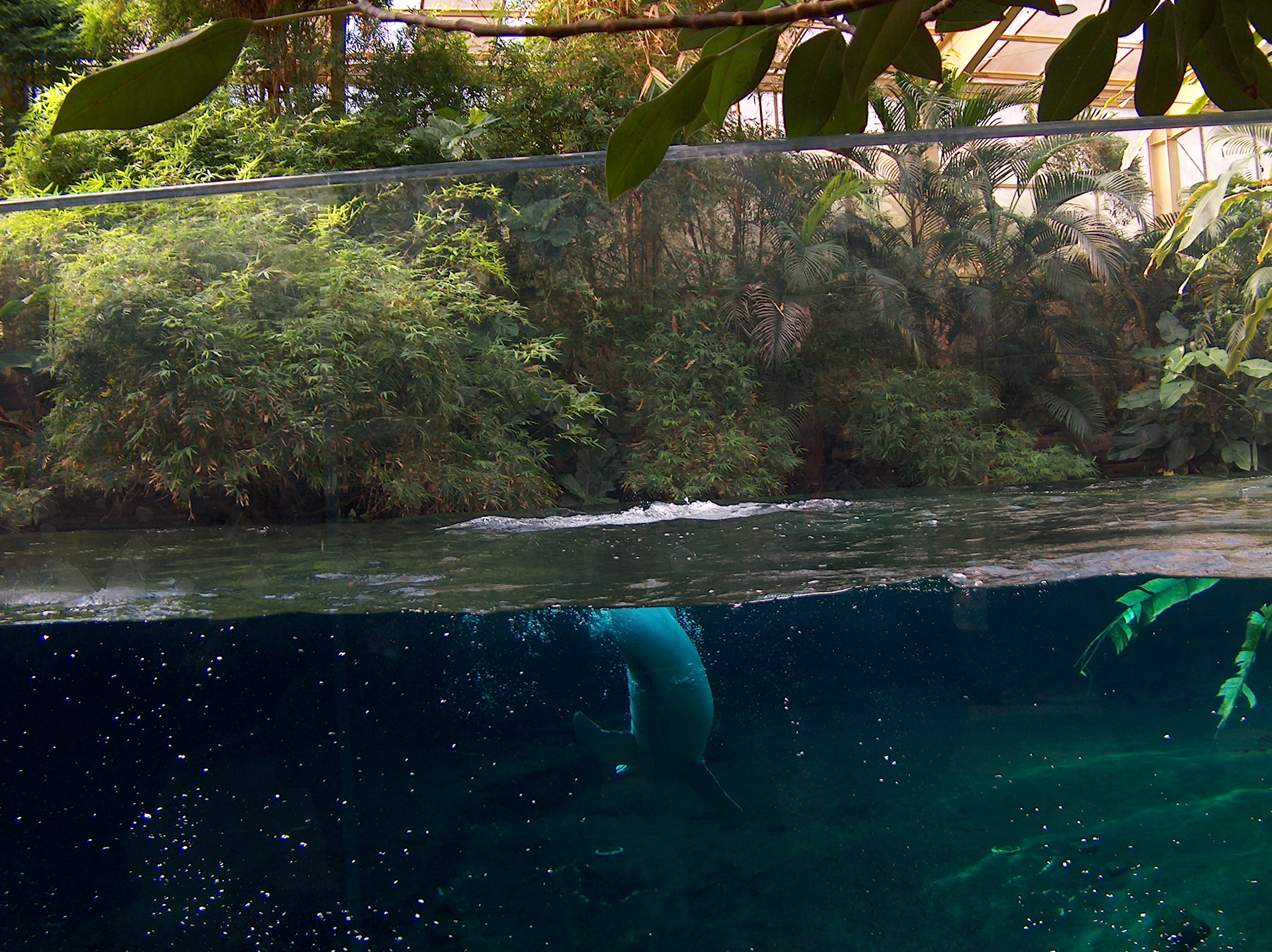
Tropická hala Rio Negro
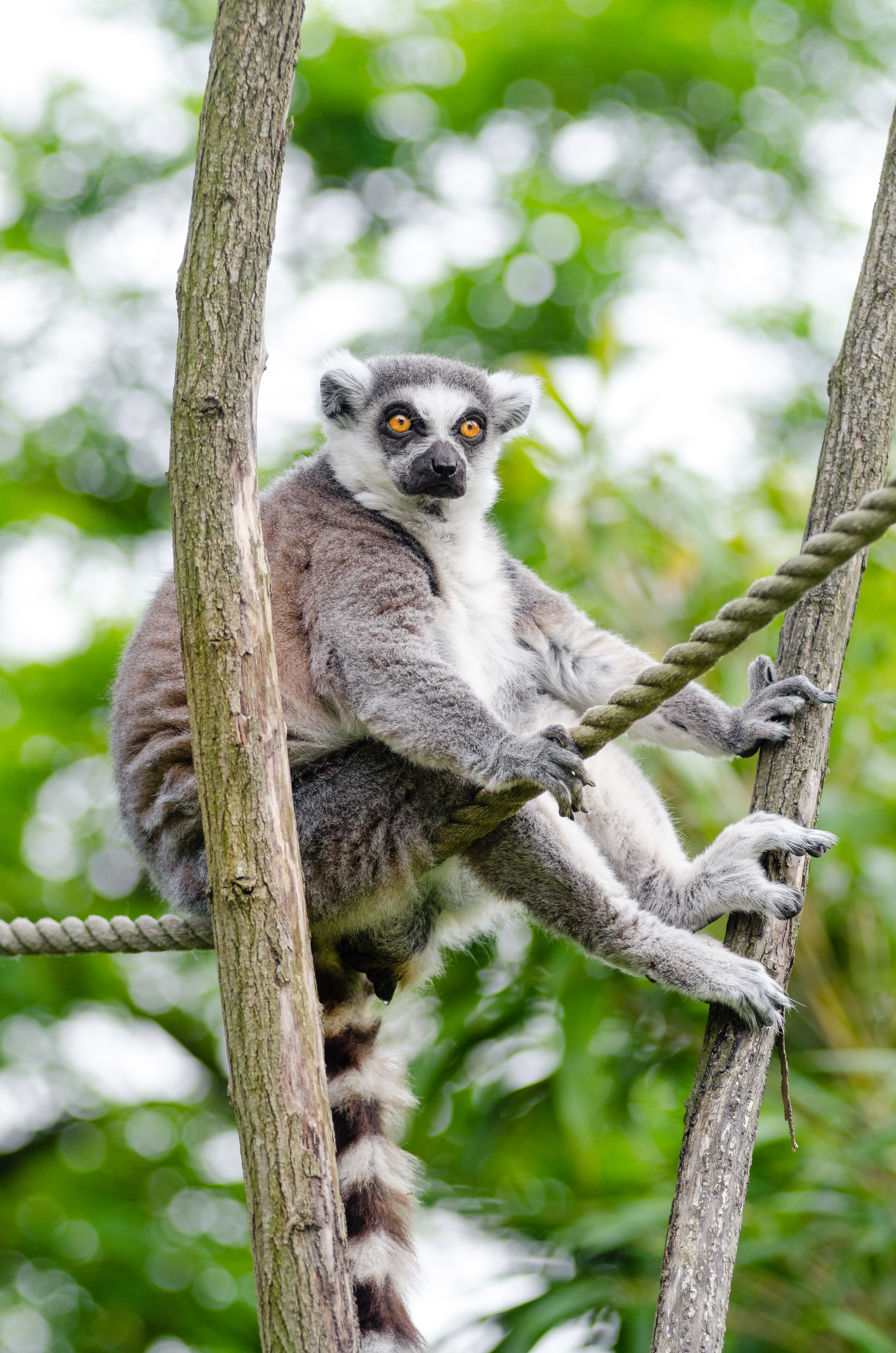
Lemur Kata v Zoo Duisburg